# Townline Tunnel

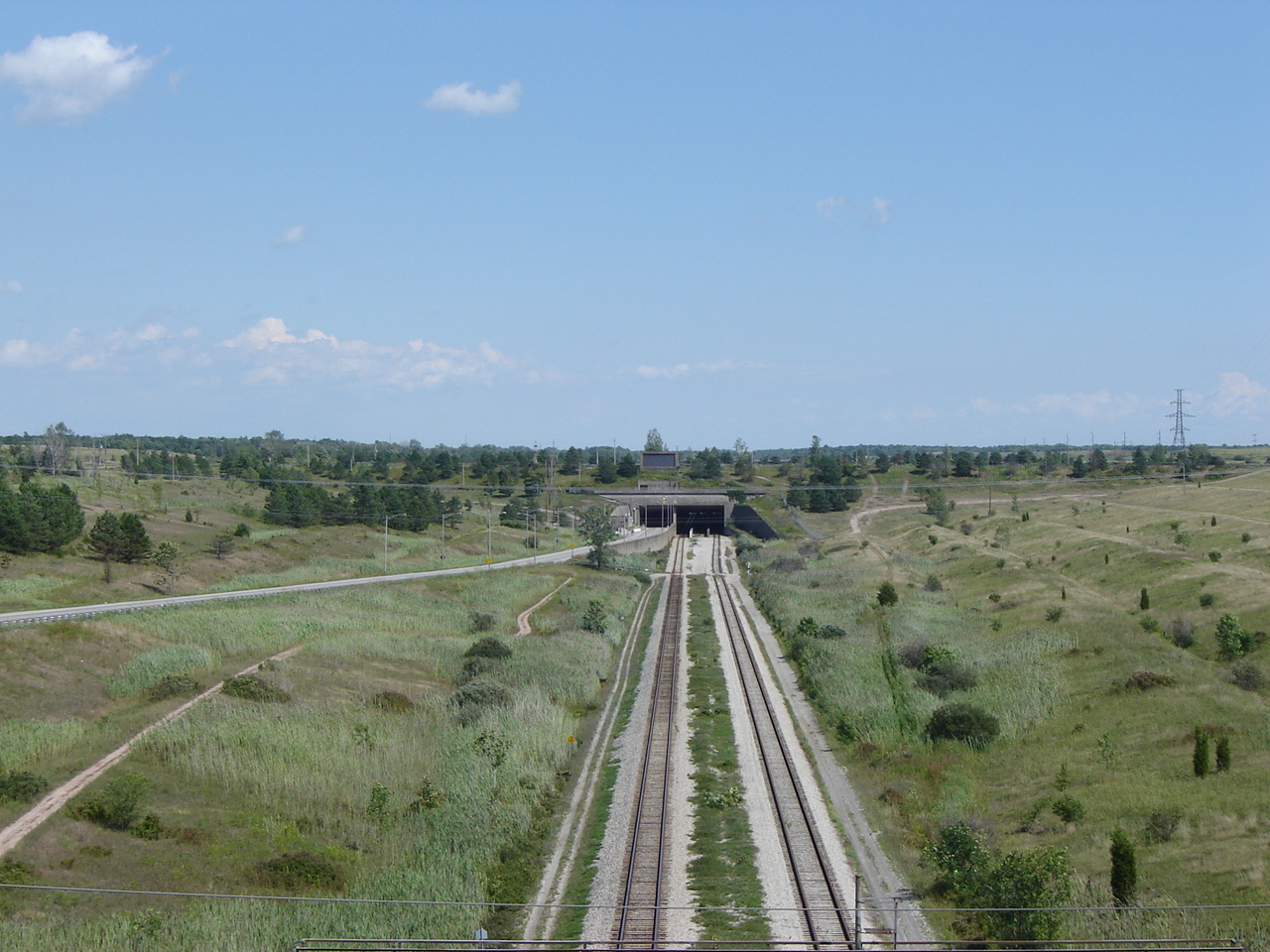
Townline Tunnel Westeinfahrt

Der Townline Tunnel ist ein Unterwassertunnel im kanadischen Welland, Ontario, der den Highway 58A sowie die Canadian Pacific Railway unter dem Welland Canal führt.
Der 330 Meter lange Tunnel wurde in den 1960er Jahren gebaut und 1972 für den Fahrzeugverkehr und 1973 für den Schienenverkehr geöffnet. Der Tunnel wurde aus Stahlbeton mit zwei Zellen und rechteckigem Querschnitt nach dem Cut-and-Cover-Verfahren mit vorgespannter Dachplatte hergestellt.
Er wurde von der St. Lawrence Seaway Authority zum Zeitpunkt des Baus des City of Welland Bypass Project errichtet.